# Pardosa furcifera
Pardosa furcifera este o specie de păianjeni din genul Pardosa, familia Lycosidae. A fost descrisă pentru prima dată de Thorell, 1875. Conform Catalogue of Life specia Pardosa furcifera nu are subspecii cunoscute.